# Municipio de Spring Valley (condado de Monona)
El municipio de Spring Valley (en inglés: Spring Valley Township) es un municipio ubicado en el condado de Monona en el estado estadounidense de Iowa. En el año 2010 tenía una población de 402 habitantes y una densidad poblacional de 4,33 personas por km².

## Geografía
El municipio de Spring Valley se encuentra ubicado en las coordenadas 41°54′19″N 95°50′40″O / 41.90528, -95.84444. Según la Oficina del Censo de los Estados Unidos, el municipio tiene una superficie total de 92.79 km², de la cual 92,69 km² corresponden a tierra firme y (0,11 %) 0,1 km² es agua.

## Demografía
Según el censo de 2010, había 402 personas residiendo en el municipio de Spring Valley. La densidad de población era de 4,33 hab./km². De los 402 habitantes, el municipio de Spring Valley estaba compuesto por el 98,26 % blancos, el 0,5 % eran afroamericanos, el 0,5 % eran asiáticos y el 0,75 % eran de una mezcla de razas. Del total de la población el 1,24 % eran hispanos o latinos de cualquier raza.